# Ogataea trehalophila
Ogataea trehalophila är en svampart som först beskrevs av Phaff, M.W. Mill. & J.F.T. Spencer, och fick sitt nu gällande namn av Kurtzman & Robnett 20 10. Ogataea trehalophila ingår i släktet Ogataea och familjen Pichiaceae.   Inga underarter finns listade i Catalogue of Life.